# Белые ночи почтальона Алексея Тряпицына
«Белые ночи почтальона Алексея Тряпицына» — драматический фильм 2014 года режиссёра Андрея Кончаловского. Фильм завершил трилогию Кончаловского о российской глубинке, и, войдя в конкурсную программу 71-го Венецианского кинофестиваля, получил главный режиссёрский приз «Серебряный лев». В январе 2015 года Андрей Кончаловский был награждён премией «Золотой орёл» за лучший сценарий.

## Синопсис
Во многих деревнях, разбросанных по России, люди живут как бы вне государства и практически предоставлены сами себе. Зачастую единственным представителем власти в подобных местах является почтальон. Он становится главным связующим звеном между немногочисленными жителями заброшенных деревень и городской цивилизацией. Об одном из таких почтальонов, Алексее Тряпицыне, рассказывает фильм. Единственным способом добраться от затерянной деревни до материка является пересечение озера на лодке. Там живёт всего несколько человек и все они хорошо знают друг друга, живя так, как их предки жили на протяжении веков. А Тряпицын является для них единственной связью с внешним миром. Женщина, в которую влюблён Тряпицын, решает изменить свою жизнь и переехать в город. Одновременно у почтальона украли подвесной мотор, в результате чего он больше не может доставлять почту и, после некоторой внутренней борьбы, решает уехать в город. Но скоро он вернётся, даже если не может объяснить, почему.

## В ролях
| Актёр            | Роль                      |
| ---------------- | ------------------------- |
| Алексей Тряпицын | Алексей, почтальон        |
| Ирина Ермолова   | Ирина, жительница деревни |
| Тимур Бондаренко | Тимур, сын Ирины          |

## Производство
В последние годы я начал думать, что современный кинотеатр пытается избавить публику от необходимости участвовать в созерцании. За последние несколько лет я страдал от неуверенности, действительно ли я понимаю суть кино. Этот фильм стал моей попыткой открытия новых возможностей, предлагаемых движущимся изображением, сопровождаемым звуком. Попытка увидеть окружающий нас мир глазами «новорожденного». Попытка не спеша изучить жизнь. Созерцание — это состояние, в котором человек хорошо понимает своё единство со Вселенной. Возможно, этот фильм является моей попыткой заточить мой слух и попытаться услышать тихий шепот Вселенной.
— Андрей Кончаловский о фильме и о себе.
Андрей Кончаловский признался, что «просто наблюдал за жизнью и людьми», а сценарий фильма о жизни реального сельского почтальона из кенозерской деревни Косицина близ Вершинино в Архангельской области, сложился при монтаже отснятого материала. Он говорил: «Мы решили снять историю про человека, который имеет какую-то профессию, позволяющую ему общаться со многими людьми. Когда я это решил, думал, врач, может быть, ещё кто-то, а потом — почтальон», — и в итоге нужного человека искали около года, а потом выбрали из 50 претендентов. Вот как рассказал об этом сам Алексей Тряпицын:
Да я вообще не думал, что кино будут снимать по-настоящему. Сначала и вовсе решил, что меня разыгрывают. Потом приехали девчата: из киностудии Андрея Кончаловского, говорят. Трое. Приехали, познакомились со мной, поездили вместе по островам, на любительскую камеру поснимали — для себя как бы. Я с ними разговорился, и они сказали, что там будет типа отбор. Они же не одного меня хотели снимать, разных людей пробовали! К нам вообще заехали в последнюю очередь. А потом гляжу: нас выбрали!
Съёмки проходили в Плесецком районе Архангельской области, в частности в Кенозерском национальном парке, на местах реальных событий, что происходят с главным героем каждый день, а большинство ролей исполнили местные жители, благодаря чему фильм обрёл эффект документальности. Кончаловский отметил: «Я снимал не там, где натура красивая, а там, где мы нашли героя фильма. Почтальон Алексей Тряпицын — реальная фигура, которая живёт в реальном месте. Развозит им хлеб, почту, налоги, лампочки, деньги, пенсии. Он для них — жизнь. Ощущения от жизни сегодня очень простых русских людей. Вот я и снял про них кино. Вместе с ними. Они мне помогали писать сценарий». Но чтобы обычная история жизни стала драмой, он включил в повествование персонажей матери и сына, приехавших из «большого города», которых сыграли Ирина Ермолова и Тимур Бондаренко (Ирина — профессиональная актриса из екатеринбургского «Коляда-театра»). Оператором-постановщиком фильма выступил Александр Симонов, постоянно сотрудничавший с Алексеем Балабановым. Съёмочная группа включала в себя только 25 человек.
По некоторым данным, компания «Почта России» вложила в производство фильма около 30 миллионов рублей (примерно 820 тысяч долларов США), а ещё 26,5 млн руб. (около $720 тыс.) выделило Министерство культуры РФ. 25 августа 2014 года кинокомпания Антона Мазурова «ANT!PODE Sales & Distribution» приобрела права на прокат фильма по кинотеатрам мира у компании «Кинокомпания Андрея Кончаловского».

## Прокат и показы
Будучи участником конкурсной программы 71-го Венецианского кинофестиваля, фильм получил возможность претендовать на его призы. Сам Кончаловский не без волнения узнал об этом, так как в Венеции началась его карьера. 4 сентября состоялся показ фильма для прессы, а 5 сентября — в рамках конкурса. Кончаловский решил не привозить в Венецию непрофессиональных актёров из фильма, посчитав, что это бы им навредило. Перед финальным днём фестиваля Кончаловский, говоря о героях своей картины, рассказал: «Я, конечно, повезу им в деревню фильм, но думаю, что они будут разочарованы. Я вообще не думаю, что им особо интересно, что в результате получилось», — выразив сомнение в том, что фильм понравится и российским зрителям, видящим «эту жизнь каждый день», а в то же время и европейцам он может показаться интересным, потому что они не знают о существовании таких мест и такой жизни. 6 сентября международное жюри во главе с французским кинокомпозитором Александром Деспла объявило о присуждении фильму Кончаловского премии «Серебряный лев», а также дополнительно — «Green Drop Award», за уделение внимания экологическим ценностям. На пресс-конференции Кончаловский сказал: «желание нравиться кому-то очень соблазнительно и деструктивно. Я рад, что я здесь, на фестивале в Венеции, и рад, что фильм, который был для меня абсолютно новым опытом, оказался интересен здесь». В то же время фильм был помещен на стенд «Russian Cinema», работающий во время 39-го Кинофестиваля в Торонто, что может помочь его прокату в США, Канаде, Франции, Португалии и Польше.
Премьера картины в России состоялась 19 октября 2014 года на Первом канале. Фильм рассматривался российским оскаровским комитетом в качестве кандидата от России на премию «Оскар» за лучший иностранный фильм за 2014 год. Однако Андрей Кончаловский попросил комитет не рассматривать свой фильм в качестве кандидата при выдвижении номинанта от России. Режиссёр пояснил, что было бы нелепо бороться за премию американской киноакадемии после озвученной им в последние годы критики голливудизации российского кинематографа и его утверждений о пагубном влиянии американского кино на вкусы и пристрастия российских зрителей. Кроме того, Кончаловский отметил, что премия «Оскар» слишком переоценена, а формулировка «лучший фильм на иностранном языке» подчёркивает сегрегацию мирового кинематографа от англофонного мира (США, Англия, Австралия и Новая Зеландия), что, по его мнению, является отжившей свой век идеей Запада о своём культурном доминировании. Его решение поддержал министр культуры России Владимир Мединский, заявивший, что оскаровская премия не является объективной, её значение переоценено, а к тому же на её результаты сильно влияют политические мотивы. В результате кандидатом на номинацию от России за лучший иностранный фильм 2014 года на премию «Оскар» был выдвинут фильм Андрея Звягинцева «Левиафан».

## Критика
- Дэвид Руни из «The Hollywood Reporter»: «Смешивая фантастику с документалистикой, сочетая изысканное киномастерство с игривой импровизационной свободой, Андрей Кончаловский сделал то, что может быть наиболее увлекательным фильмом его постголливудской карьеры — „Белые ночи почтальона“. Снятый в изолированной деревне на севере России, вокруг и на захватывающем Кенозере, с командой в основном из необученных местных жителей, играющих версии самих себя, он рисует мягкий нюансный портрет захолустного сообщества, нетронутого преобразованиями постсоветской нации»[31].
- Джессика Кианг в «Indiewire»: «„Белые ночи почтальона“ широко отмечается как квазидокументальный, отмеченный забавным чувством юмора, фильм, освещающий жизнь в забытом уголке мира. И это всё не подвергается сомнению, но для нас он стал гораздо большим, чем просто антропологический интерес. Если он представляет точную картину этой реальности, то чувствуется, что эта реальность, являющаяся нестабильной, до сих пор отрезана от основного русла жизни, что ознаменовало конфликт сюрреализма и магии этого края»[32].
- Джей Уайссберг из «Variety» отметил, что фильм «сочетает фантастику с реальностью, с командой, в основном состоящей из непрофессиональных местных жителей, отображающих свою повседневную жизнь», однако «некоторые моменты потрясающей фотографичности и симпатичности не могут прикрыть поверхностность рассказа, означая, что его международный уровень будет опираться на фестивали и ограниченный европрокат»[33].
- Мауро Донзелли из «ComingSoon»: «Русское кино продолжает открывать огромные природные богатства, оставляя позади проблемы городской жизни и бродя по бесконечным пространствам, где и спустя сто лет мало что изменилось», но «если в великолепном „Левиафане“, лауреате Каннского фестиваля, красивые пейзажи не отвлекают от социальных и политических несправедливостей сегодняшней России, то Кончаловский предпочитает ностальгию, абстрагируясь от сегодняшнего дня»[34].
- По мнению Дмитрия Быкова, «этот невероятно красивый триллер снят в лучших традициях жанра — Кончаловский вообще успевает перебрать все жанры, от народной комедии до эротической драмы, — но стилизация тут не главное. Главное для автора — показать, что совсем рядом с нынешней деревней, от которой отвернулись решительно все, живут прежние хтонические божества. Тут всё рядом — мистика, космическая ракета, семейные шоу Первого канала, и все это друг другу не противоречит. Всё вместе складывается в мистерию, в таинственную, глухую, одинокую жизнь. Это и есть русские „Сто лет одиночества“, архангельское Макондо, которое обзаводится моторами и даже гаджетами, но в остальном никуда не уходит из XV века»[35].
- Владимир Пастухов на «BBC Russian»: «Расхожее мнение состоит в том, что Кончаловский снял фильм о русской деревне. В действительности он снял фильм о России в целом. Потому что вся Россия, по его мнению, была и остаётся в этическом и гуманитарном отношении деревней, несмотря на все свои космодромы и ракеты. Более того, в последние десятилетия деревенская ментальность лишь укрепила в ней свои позиции. Русский мир по Кончаловскому — это крестьянский мир со всеми его плюсами и минусами. Так было четыреста лет назад и так продолжает быть сейчас»[36].
- Стас Новинский в «Новом Взгляде»: «Кончаловский сделал подлинно документальный фильм. Гораздо более правдивый, чем ленты какого-нибудь Манского. Документ ведь может и обмануть… А Кончаловский как художник предельно честен и в данном случае абсолютно непредвзят, он пытается понять страну через деталь… А Эрнст, показав „Белые ночи почтальона Алексея Тряпицына“ в хорошее время, лишний раз доказал, что он первый именно потому, что обладает даром видеть то, что неявно»[37].